# Tronprætendent
En tronprætendent er en person, der gør krav på en trone, der er afskaffet eller besat af en anden. Udtrykket bruges både om personer, hvis krav er retmæssige, og om personer, der mere eller mindre åbenlyst mangler et sådant retmæssigt krav.
I nogle lande, hvor monarkiet er blevet afskaffet, er der endvidere ikke altid enighed om, hvilken slægt, eller hvilken linje indenfor en given slægt, der har det mest legitime krav til tronen, såfremt monarkiet i de pågældende lande skulle blive genindført. I Frankrig er der f.eks. tre slægter, der hver især hævder, at have det mest legitime krav på en eventuel fransk trone.

## Prætendenter til den danske trone
I Danmarks historie har der været flere tronprætendenter. De første vi kender til med nogenlunde sikkerhed finder vi i løbet af 800-tallet og nogle af de seneste tronprætendenter vi hører om, daterer sig til 1530'erne (foruden så altså hele spørgsmålet om arvefølgen til den danske trone i 1850'erne og de i dette spørgsmål involverede personer). Eksemplerne omfatter:
- Gudurm: Gudurm var en nevø af Horik 1., som var blevet landsforvist. Da Horik omkring 850 havde set sig nødsaget til at dele kongemagten med to andre nevøer, mente Gudurm også, at han måtte være berettiget til en kongetitel i Danmark, hvorfor han i 854 vendte hjem til Danmark. Horik afslog dog Gudurms ønske, og det kom til et stort slag, der varede i tre dage, mellem Gudurms styrker på den ene side og kong Horik og hans to medkonger på den anden side. Gudurm og alle de tre konger mistede livet i dette slag og i stedet blev Horik 2. ny konge af Danmark.

- Godfred Haraldsen (en), ældste søn af Harald Klak, og hans fætter Rørek af Dorestad (en) mente i 855, at de, efter tronskiftet i 854, var berettiget til del i magten i Danmark. Det kom til et slag, som Godfred og Rørek tabte, og de forlod Danmark igen med uforrettet sag. I 857 vendte Rørek dog tilbage til Danmark, og havde held med, for en kort tid, at gennemtvinge overfor Horik 2. at få tildelt en del af Sydslesvig som len.

- Svend Estridsen: Svend var søn af Svend Tveskægs datter Estrid, og da alle sønner af Svend Tveskægs søn Knud den Store var døde (den sidste, Hardeknud, døde i 1042), gjorde Svend Estridsen krav på tronen. Den norske konge, Magnus den Gode, vandt dog magtkampen og indsatte Svend som jarl i Danmark. To år senere i 1044 erklærede Svend sig dog som konge af Danmark, men han blev slået i et slag af Magnus, og måtte derefter for en tid søge tilflugt i Sverige. På sit dødsleje i 1047 overdrog Magnus den danske trone til Svend, der dermed nåede sit mål.

- Harald Hårderåde: Harald var fra 1046 medkonge i Norge til sin nevø Magnus den Gode. Da Magnus døde i 1047, mente Harald, at han var berettiget til ikke blot at efterfølge Magnus i Norge men også efterfølge ham som dansk konge. I Danmark havde man dog allerede efter Magnus' død taget Svend Estridsen til konge, og Harald kæmpede flere gange mod Svend om herredømmet i Danmark, og selvom Harald typisk vandt disse slag, bed Svend sig fast i Danmark, og efter 17 år anerkendte Harald så i 1064 Svend som den retmæssige konge af Danmark.

- Harald Kesja: Ønskede at efterfølge sin far Erik Ejegod som konge, efter at denne var død i 1103, men i stedet blev farbroderen Niels valgt som konge. I 1134 blev Harald Kesja dog anerkendt som konge i Jylland.

- Svend Tronkræver: Svend var en søn af Svend Estridsen, og ved kongevalget i 1104 mente Svend at have førsteretten til den danske trone, men på vej til tinget, hvor den nye konge skulle vælges, blev Svend syg, og selvom han insisterede på at blive båret videre til tinget af sine mænd, døde han inden han nåede helt frem.

- Harald Skrænk: Harald, der var af kongelig byrd, søgte med svensk bistand i 1182 at vinde magten i Skåne, men mislykkedes hermed, hvorefter han vendte tilbage til Sverige, og kilderne har derefter ikke mere at berette om denne danske tronprætendent.

- Junker Otto: Otto var næstældste søn af Christoffer 2., og han var junker af Lolland-Falster og Estland. Christoffer var oprindeligt konge med sin ældste søn Erik, der dog døde før sin far. Da Christoffer døde i 1332 efterstræbte Otto uden held tronen, der efter et interregnum på otte år imidlertid gik til hans lillebror Valdemar Atterdag.

- Albrecht 4. af Mecklenburg og Oluf 2.: Da Valdemar Atterdag døde i 1375, havde han ingen overlevende sønner. Han havde lovet Henrik 2. af Mecklenburg (no), at dennes søn Albrecht 4. skulle overtage tronen, men dette var ikke populært i Danmark, hvorfor den blot 6-årige Oluf blev kronet med sin mor Margrete 1. som formynder efter godt et halvt års interregnum.

- Albrecht 7. af Mecklenburg: Under grevens fejde efter Christian 2.'s afsættelse gjorde Albrecht krav på den danske trone på grund af sit tilhørsforhold til den mecklenburgske slægt. Han fik imidlertid ikke held med sit forehavende, idet den jyske adel stod stærkest og fik gennemtrumfet indsættelsen af deres kandidat, Christian 3..

- Dorothea af Danmark og ægtefælle Frederik 2. af Pfalz (1482-1556): Som ældste overlevende barn af Christian 2. mente Dorothea, at hun havde et krav på de danske, norske og svenske troner. Hendes mand, der siden blev kurfyrste af Pfalz, gjorde også krav på tronerne. En tid blev kravene støttet af hendes habsburgske slægtninge, men i 1544 trak de officielt deres støtte tilbage, og da parret ikke fik nogle børn, visnede realiteterne bag arvekravet stille og roligt. Dorothea overlevede sin ægtefælle med 24 år, og døde i 1580.

## Prætendenter til den engelske, skotske og irske trone
Arvefølgen til de engelske, skotske og irske troner var fra 1688 omstridte, da Jakob 2. af England blev styrtet i den glorværdige revolution. Efterfølgende konflikter tæller bl.a. den Jakobittiske opstand i 1745. 
- Jakob 2. af England. Tronkræver fra han blev styrtet i 1688 til sin død i 1701.
- Jakob Edvard Stuart (Den ældre Tronkræver) (1688–1766)
- Karl Edvard Stuart (Den unge Tronkræver) (1720-1788)

## Prætendenter til den franske trone
- Ludvig 17. (1785-1795): Som ældste overlevende søn af kong Ludvig 16. af Frankrig var han ifølge royalisterne konge af Frankrig fra faderens henrettelse i 1793 til sin egen død i 1795. Han døde i et republikansk fængsel uden at blive kronet.

## Prætendenter til den spanske trone
Arvefølgen til Den spanske trone har været omstridt siden Ferdinand 7. af Spaniens død i 1833. Dette ledte bl.a. til Carlistkrigene. 
De carlistiske prætendenter var. I parentes perioden de var prætendenter.
- Don Carlos (eller Carlos 5.) (1833–1845)
- Carlos 6. (1845-61)
- Juan 3. (1861-68) *
- Carlos 7. (1868-1909) *
- Jaime 3. (1909-31) *
- Alfonso Carlos 1. (1931-36) *

(* også prætendent til Frankrigs trone)